# Ea M'Doal
Ea M'Doal là một xã thuộc huyện M'Drắk, tỉnh Đắk Lắk, Việt Nam.
Xã Ea M'Doal có diện tích 80,42 km², dân số năm 1999 là 3121 người, mật độ dân số đạt 39 người/km².